# Lowndes County (Georgia)
Das Lowndes County ist ein County im Bundesstaat Georgia der Vereinigten Staaten. Der Verwaltungssitz (County Seat) ist Valdosta, benannt nach einem Tal in Italien, in dem Gouverneur George Troup seine Besitzungen hatte.

## Geographie
Das County liegt im Süden von Georgia, grenzt an Floridas Norden und hat eine Fläche von 1323 Quadratkilometern, wovon 17 Quadratkilometer Wasserfläche sind und grenzt im Uhrzeigersinn an folgende Countys: Lanier County, Echols County, Brooks County, Cook County und Berrien County.
Das County ist Teil der Metropolregion Valdosta.

## Geschichte
Lowndes County wurde am 23. Dezember 1825 gebildet. Benannt wurde es nach William Lowndes, ein Staatsmann aus South Carolina. Der erste Sitz der Countyverwaltung war 1828 in Franklinville, aber 1837 nach Troupville verlegt, bis die Landvermesser der Eisenbahn kamen. Die Einwohner entschlossen sich mit der ganzen Stadt etwa 5 km weiter, an die Eisenbahnlinie zu ziehen. 1860 wurde sie umbenannt in Valdosta.
Seit 1941 befindet sich hier auch die Moody Air Force Base der United States Air Force.

## Demografische Daten

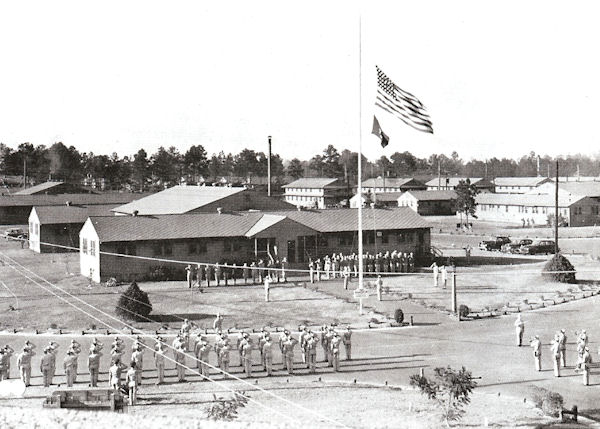
Die Moody Air Force Base 1943

Laut der Volkszählung von 2010 verteilten sich die damaligen 109.233 Einwohner auf 39.747 bewohnte Haushalte, was einen Schnitt von 2,59 Personen pro Haushalt ergibt. Insgesamt bestehen 43.921 Haushalte.
65,9 % der Haushalte waren Familienhaushalte (bestehend aus verheirateten Paaren mit oder ohne Nachkommen bzw. einem Elternteil mit Nachkomme) mit einer durchschnittlichen Größe von 3,10 Personen. In 35,6 % aller Haushalte lebten Kinder unter 18 Jahren sowie in 20,1 % aller Haushalte Personen mit mindestens 65 Jahren.
29,9 % der Bevölkerung waren jünger als 20 Jahre, 32,7 % waren 20 bis 39 Jahre alt, 23,2 % waren 40 bis 59 Jahre alt und 14,1 % waren mindestens 60 Jahre alt. Das mittlere Alter betrug 30 Jahre. 48,8 % der Bevölkerung waren männlich und 51,2 % weiblich.
58,1 % der Bevölkerung bezeichneten sich als Weiße, 35,8 % als Afroamerikaner, 0,4 % als Indianer und 1,5 % als Asian Americans. 2,1 % gaben die Angehörigkeit zu einer anderen Ethnie und 2,1 % zu mehreren Ethnien an. 4,8 % der Bevölkerung bestand aus Hispanics oder Latinos.
Das durchschnittliche Jahreseinkommen pro Haushalt lag bei 38.915 USD, dabei lebten 25,0 % der Bevölkerung unter der Armutsgrenze.

## Kultur und Sehenswürdigkeiten

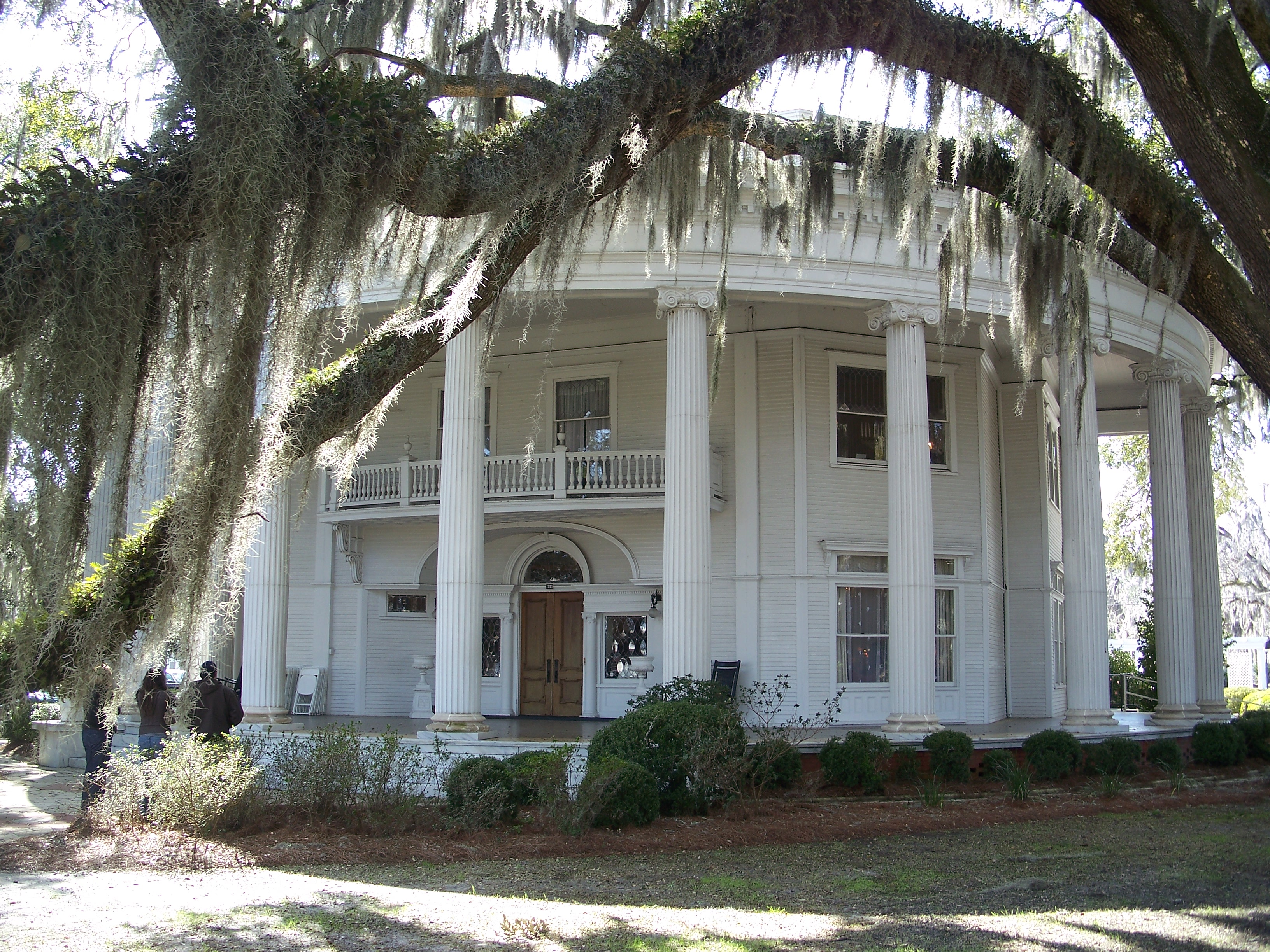
The Crescent in Valdosta (2010). Das Anwesen entstand 1898 im neoklassizistischen Stil und war die Residenz des Politikers und Anwalt William S. West. Die ausführenden Architekten waren Haralson Bleckley und Harry Nelson Tyler. Im Januar 1980 wurde The Crescent als erstes Objekt des County in das NRHP eingetragen.

17 Bauwerke, Stätten und „historische Bezirke“ (Historic Districts) im Lowndes County sind im National Register of Historic Places („Nationales Verzeichnis historischer Orte“; NRHP) eingetragen (Stand 13. Februar 2024), neben dem Courthouse sind dies unter anderem eine Kirche, ein Friedhof und ein Gemischtwarenladen.

## Orte im Lowndes County
Orte im Lowndes County mit Einwohnerzahlen der Volkszählung von 2010:
Cities:
- Hahira – 2.348 Einwohner
- Lake Park – 733 Einwohner
- Remerton – 1.123 Einwohner
- Valdosta (County Seat) – 54.518 Einwohner

Town:
- Dasher – 912 Einwohner

Census-designated place:
- Moody Air Force Base – 886 Einwohner